# Westfield World Trade Center
Le Westfield World Trade Center est un centre commercial situé sur le site du World Trade Center et qui a ouvert le 16 août 2016. Il est géré par Westfield Corporation, entreprise issue de la scission de Westfield Group. Avant les attentats du World Trade Center, il existait déjà un centre commercial appelé The Mall at the World Trade Center, gérée par la même entreprise qui comptait alors faire un agrandissement.